# Chen Wei-Ling
Chen Wei-Ling (xinès: 陳葦綾), nascuda el 4 de gener de 1982 a la localitat de Tainan, Taiwan, és una aixecadora, que va competir a començaments del segle XX.
El 2004 va prendre part en els Jocs Olímpics d'Estiu d'Atenes, on fou onzena en la prova del pes mosca del programa d'halterofília. Quatre anys més tard, als Jocs de Pequín, guanyà la medalla d'or en la mateixa prova. Inicialment havia quedat en tercera posició, rere la xinesa Chen Xiexia i la turca Sibel Özkan, però ambdues foren desqualificades posteriorment per haver donat positiu en un control antidopatge. El 2016, a Rio de Janeiro, va disputar els seus tercers Jocs Olímpics, on fou setena en la prova del pes mosca.
En el seu palmarès també destaca una medalla d'or, una de plata i una de bronze al Campionat del Món.